# Reece Ritchie
Reece Ritchie, es un actor inglés conocido por haber interpretado a Ray Singh en la película The Lovely Bones.

## Biografía
Es hijo de padre sudafricano y madre británica. Tiene dos hermanos, uno de ellos es la cantante y compositora Ria Ritchie.

## Carrera
En el 2008 apareció en la película 10 000 a. C. interpretando a Moha.
En el 2009 donde dio vida a Ray Singh, el interés romántico de Susie Salmon (Saoirse Ronan) y amigo de Ruth Connors (Carolyn Dando) en la película The Lovely Bones.
En el 2010 interpretó a Bis, el amigo de la infancia de Dastan (Jake Gyllenhaal) en la película Prince of Persia: The Sands of Time.
En el 2011 dio vida a Yishharu en el docudrama Atlantis: End of a World, Birth of a Legend.
En el 2012 apareció en la miniserie White Heat donde dio vida a Jay.
En el 2014 se anunció que Reece se había unido al elenco principal de la nueva serie de drama-aventura Hieroglyph donde interpretaría al faraón Shai Kanakht; la serie se estrenaría en el 2015, sin embargo a finales de junio del 2014 la cadena Fox anunció que había decidido cancelar la serie sin que esta fuera estrenada.
Ese mismo año apareció en la película Hercules: The Thracian Wars donde dio vida a Lolaus, seguidor y sobrino de Hércules (Dwayne Johnson). También apareció en la película Desert Dancer donde dio vida al joven bailarín iraní Afshin Ghaffarian, quien arriesga su vida para vumplir su sueño de bailar.
En abril del 2015 se unió al elenco principal de la nueva serie A.D. The Bible Continues donde interpretó a Stephen.

## Filmografía

### Series de televisión
| Año  | Serie                    | Personaje     | Notas                                           |
| ---- | ------------------------ | ------------- | ----------------------------------------------- |
| 2015 | A.D. The Bible Continues | Stephen       | 2 episodios                                     |
| 2014 | Hieroglyph               | Shai          | -                                               |
| 2012 | White Heat               | Jay           | 6 episodios - miniserie                         |
| 2011 | Curiosity                | Yishharu      | episodio "What Destroyed Atlantis?"- documental |
| 2010 | Pete Versus Life         | Ollie         | 4 episodios                                     |
| 2008 | Silent Witness           | Jake Burnett  | 2 episodios                                     |
| 2007 | The Bill                 | Duncan Wilde  | episodio "Up in Smoke"                          |
| 2019 | The Outpost              | Zed Blackbood | Temporada 2                                     |

### Películas
| Año  | Título                                      | Personaje         | Notas |
| ---- | ------------------------------------------- | ----------------- | --- |
| 2014 | Hércules                                    | Lolaus            | junto a Dwayne Johnson, Rufus Sewell, Ian McShane, Steve Peacocke, Joseph Fiennes & John Hurt            |
| 2014 | Desert Dancer                               | Afshin Ghaffarian | junto a Freida Pinto, Nazanin Boniadi, Tom Cullen, Marama Corlett & Simon Kassianides                    |
| 2012 | All in Good Time                            | Atul              | junto a Amara Karan, Harish Patel, Meera Syal & Neet Mohan                                               |
| 2011 | Atlantis: End of a World, Birth of a Legend | Yishharu          | junto a Stephanie Leonidas, Langley Kirkwood, Isadora Verwey, Natalie Becker, Tony Caprari & Tom Conti   |
| 2010 | Prince of Persia: The Sands of Time         | Bis               | junto a Jake Gyllenhaal, Gemma Arterton, Ben Kingsley, Alfred Molina, Toby Kebbell & Richard Coyle       |
| 2009 | The Lovely Bones                            | Ray Singh         | junto a Mark Wahlberg, Saoirse Ronan, Stanley Tucci, Rose McIver, Susan Sarandon & Rachel Weisz          |
| 2009 | Triage                                      | Joven en Beirut   | junto a Colin Farrell, Jamie Sives, Paz Vega, Ian McElhInney, Nick Dunning & Christopher Lee             |
| 2008 | 10 000 a. C.                                | Moha              | junto a Steven Strait, Camilla Belle, Cliff Curtis, Joel Virgel, Marco Khan, Mo Zinal & Nathanael Baring |
| 2007 | Saddam's Tribe                              | Ali               | junto a Michelle Bonnard, Stanley Townsend, Daniel Mays & Mem Ferda                                      |

### Teatro
| Año  | Obra                      | Personaje | Director | Teatro       | Notas              |
| ---- | ------------------------- | --------- | -------- | ------------ | ------------------ |
| 2010 | A Midsummer Night's Dream | Puck      | -        | Rose Theatre | junto a Judi Dench |

### Apariciones
| Año  | Programa        | Notas                       |
| ---- | --------------- | --------------------------- |
| 2012 | The Big Picture | episodio "All in Good Time" |
| 2012 | Loose Women     | episodio # 16.157           |
| 2010 | Xposé           | episodio # 4.113            |